# Gerd Puls (Dirigent)
Gerd Puls (* 24. Januar 1927 in Neukloster; † 12. Februar 2013 in Rostock) war ein deutscher Dirigent, Chorleiter und Generalmusikdirektor.

## Leben
Nach dem Zweiten Weltkrieg aus der Kriegsgefangenschaft zurückgekehrt, studierte Gerd Puls von 1946 bis 1949 an der Staatlichen Hochschule für Musik in Rostock Dirigieren bei Gerhard Pflüger und Komposition bei Rudolf Wagner-Régeny. Sein erstes Engagement war am Volkstheater Rostock die Arbeit als Chordirigent und Kapellmeister. 1952 ging er als musikalischer Oberleiter an das Theater in Gera und von 1954 bis 1956 als 1. Kapellmeister nach Altenburg. Zur Spielzeit 1957/58 kam er an das Rostocker Volkstheater zurück und übernahm die Funktion des Musikalischen Oberleiters und damit zugleich die Leitung der Norddeutschen Philharmonie – ab 1963 mit dem Titel eines Generalmusikdirektors. Während der 34-jährigen Dienstzeit führte er sein Orchester 1972 in den A-Status der Orchesterbewertung. Zudem war er von 1970 bis 1972 Generalintendant des Theaters. 1970 wurde ihm der Vaterländische Verdienstorden in Bronze verliehen.
Neben dem klassischen musikalischen Erbe galt sein Interesse der Neuen Musik, der Moderne. 26 Uraufführungen und zahlreiche Erstaufführungen sind dafür Zeugnis. Eine besondere Beziehung bestand zum Werk von Hans Werner Henze mit mehreren DDR-Erstaufführungen. Auch um das Konzertwesen machte er sich verdient, so etwa 1978 mit der Einführung der „Kammerkonzerte im Barocksaal“, der „Musik in der Universitätskirche“ oder den Philharmonischen Konzerten im Großen Haus des Volkstheaters. Auch nach der Verabschiedung in den Ruhestand im Jahre 1991 widmete er sich weiter der Musik, nunmehr aber als Autor über die Musikgeschichte in Rostock und zum Teil in Zusammenarbeit mit dem Literaturwissenschaftler Heinz-Jürgen Staszak.
Gerd Puls war verheiratet mit der ebenfalls am Volkstheater Rostock engagierten Soubrette und Schauspielerin Ruth Puls-Seidel (1927–2011). Das Paar hatte einen Sohn. Gerd Puls verstarb wenige Tage nach seinem 86. Geburtstag. Seine Grabstätte befindet sich auf dem Neuen Friedhof in Rostock (Feld Qb 20).

## Werke (Auswahl)
Musik
- G. Kochan, Kuba: Klaus Störtebecker – Suite aus der dramatischen Ballade op. 23 (1959). Rundfunk-Sinfonieorchester Leipzig, Dirigent: Gerd Puls. Regisseur der Rügenfestspiele: Hanns Anselm Perten, VEB Hinstorff Verlag, Rostock; VEB Deutsche Schallplatten, Berlin 1960, Nr. 710009 (Nachweis im GBV).
- Man sollte nicht schwindeln: [ljublju, ljublju]. musikal. Lustspiel in 2 Akten von M. Tabatschnikow. Musikal. Einrichtung: Gerd Puls, deutsche Bühnen- u. dramaturg. Neufassung: Peter Bejach, Henschel, Berlin 1961, (DNB 1005250413).
- Nabucco. Oper in vier Teilen von Temistocle Solera; Giuseppe Verdi; Deutsche Nachdichtung von Kuba; Musikalische Einrichtung: Gerd Puls. Henschelverlag, Berlin 1964, (Nachweis im GBV).
- Günter Kochan: Sinfonie Nr. 3 (1972). (mit Sopran-Solo, Worte von Johannes R. Becher; „Dem Andenken Hanns Eislers gewidmet“) Interpr.: Renate Frank-Reinecke, Sopr. Philharmonisches Orchester des Volkstheaters Rostock. Gerd Puls, Dir. – Aufgenommen November 1975 im Studio Lukaskirche, Dresden. VEB Deutsche Schallplatten, Berlin 1976, Nova 885107. (Nachweis im GBV).
- Fritz Geißler: 11. Sinfonie für Altsolo und großes Orchester. Interpr.: Sneshinka Avramova, Alt. Philharmonisches Orchester Rostock. Gerd Puls, Ltg. – Aufn.: Mitschnitt 23. Februar 1988. DDR-Musiktage Schauspielhaus Berlin. (Nachweis im GBV).

Musikgeschichte
- Der Norddeutsche Musikfest-Verein (1838 – 1843). Hansestadt Rostock, Pressestelle (Hrsg.), 2008.
- Gelobet seist du jederzeit, Frau Musika – die Geschichte der Rostocker Singakademie. (= Kleine Schriftenreihe des Archivs der Hansestadt Rostock). Koch, Rostock 2002, ISBN 3-935319-55-X.
- mit Heinz-Jürgen Staszak: Von der Bürgerkapelle zur Norddeutschen Philharmonie: [90 werden 100]. Volkstheater Rostock (Hrsg.), Redieck & Schade, Rostock 1997.
- Das Bayreuth des Nordens. In: Rostocker Blitzlichter 1900/2000. Redieck & Schade, Rostock 1999, ISBN 3-934116-05-1, S. 185–190.
- Das musikalische Spielplanverzeichnis des Stadttheaters Rostock von 1786 bis 1944. Zusammengest. von Gerd Puls, Hansestadt Rostock, Presseamt (Hrsg.)
  - Band 1: (1786 bis 1895), Rostock, 1999.
  - Band 2: (1895 bis 1944), Rostock, 1999.
  - Band 3: Das musikalische Spielplanverzeichnis des Volkstheaters Rostock von 1945 bis 1990. Rostock, 2003.
- Rostock und seine Theater In: Wie die Rostocker ihre Freizeit verbrachten. (= Rostocker Zorenappels, Sonderband Freizeitgeschichte), Verlag Redieck & Schade, Rostock 2009, ISBN 978-3-934116-81-8.